# Championnat de France de futsal 2016-2017
Navigation
Saison 2015-2016 Saison 2017-2018
La saison 2016-2017 de Division 1 Futsal est la dixième édition du Championnat de France de futsal organisé par la Fédération française de football, la quatrième sous ce format à un seul groupe. Le premier niveau du futsal français oppose douze clubs en une série de vingt-deux rencontres jouées de septembre 2016 à juin 2017.
Premier de la phase régulière, Garges Djibson remporte la phase finale et remporte son premier titre de champion de France. La finale est la même que l'année précédente, face au champion en titre, le Kremlin-Bicêtre futsal.
Nantes Erdre, onzième, et Orchies-Douai, sanctionné, sont relégués en D2. Ces clubs sont remplacés pour l'édition suivante par les deux promus de D2.

## Format de la compétition
Le championnat de D1 est constitué de douze équipes qui s'affrontent en matchs aller-retour (tournoi toutes rondes) pour la phase régulière, avant une phase finale opposant les quatre premiers du classement en tournoi à élimination directe.
Le champion de France est qualifié pour la Coupe de l'UEFA la saison suivante.
Les clubs classés aux onzième et douzième places sont relégués en Division 2 pour la saison suivante.

## Clubs participants
Comme lors de l'édition précédente, douze équipes participent au championnat. Roubaix AFS et Montpellier Méditerranée Futsal sont promus après avoir remporté leurs groupes de Division 2 respectifs. Le KB futsal, Nantes Erdre Futsal et Garges Djibson ASC ont participé à toutes les éditions du championnat de France.
| \| Roubaix AFS FC béthunois Orchies-Douai Échirolles Nantes EF Garges Djibson ASC Kremlin-Bicêtre SC Paris Bruguières SC Montpellier Toulon EF Bastia AF \| Les clubs 2015-2016 |
| Roubaix AFS FC béthunois Orchies-Douai Échirolles Nantes EF Garges Djibson ASC Kremlin-Bicêtre SC Paris Bruguières SC Montpellier Toulon EF Bastia AF                           |

| Kremlin-Bicêtre futsal T                                           | 2002 | 2007 | Champion    | Gymnase Ducasse            | 10e | Danilo Monteiro Martins Fernando Manta Junior |
| Garges Djibson                                                     | 2008 | 2007 | Finale      | Gymnase Allende-Neruda     | 10e | Nordine Benamrouche                           |
| SC Paris                                                           | 1983 | 2008 | Demi-finale | Halle Georges-Carpentier 2 | 9e  | Rodolphe Lopes                                |
| Toulon EF                                                          | 2008 | 2011 | Demi-finale | Palais des sports (annexe) | 6e  | Lluis Bernat Molina                           |
| Orchies-Douai Futsal                                               | 2007 | 2014 | 5e          | Davo Pévèle Arena          | 3e  | Yannick Ansart                                |
| Nantes Erdre Futsal                                                | 2002 | 2007 | 6e          | Salle du Vigneau           | 10e | Rafa Romero                                   |
| Bruguières SC                                                      | 2003 | 2008 | 7e          | Salle René-Albus           | 9e  | Jean-Christophe Martinez                      |
| FC Picasso Échirolles                                              | 1990 | 2014 | 8e          | Gymnase Lionel-Terray      | 6e  | Teddy Palermo                                 |
| Béthune Futsal                                                     | 2002 | 2010 | 9e          | Salle Henri-Louchart       | 7e  | Aldo Cannetti                                 |
| Bastia Agglo Futsal                                                | 2013 | 2015 | 10e         | Gymnase Pepito-Ferretti    | 2e  | Jean-Etienne Landini                          |
| Roubaix AFS                                                        | 2001 | 2016 | 1er D2 A    | Salle Raymond-Dubly        | 4e  | Mounir Khrouf                                 |
| Montpellier Méditerranée                                           | 1998 | 2016 | 1er D2 B    | Gymnase Marcel-Cerdan      | 2e  | Manuel Moya                                   |
| - Tenant du titre - Demi-finaliste 2015-2016 - Promu de Division 2 |      |      |             |                            |     |                                               |

## Phase régulière

### Résultats

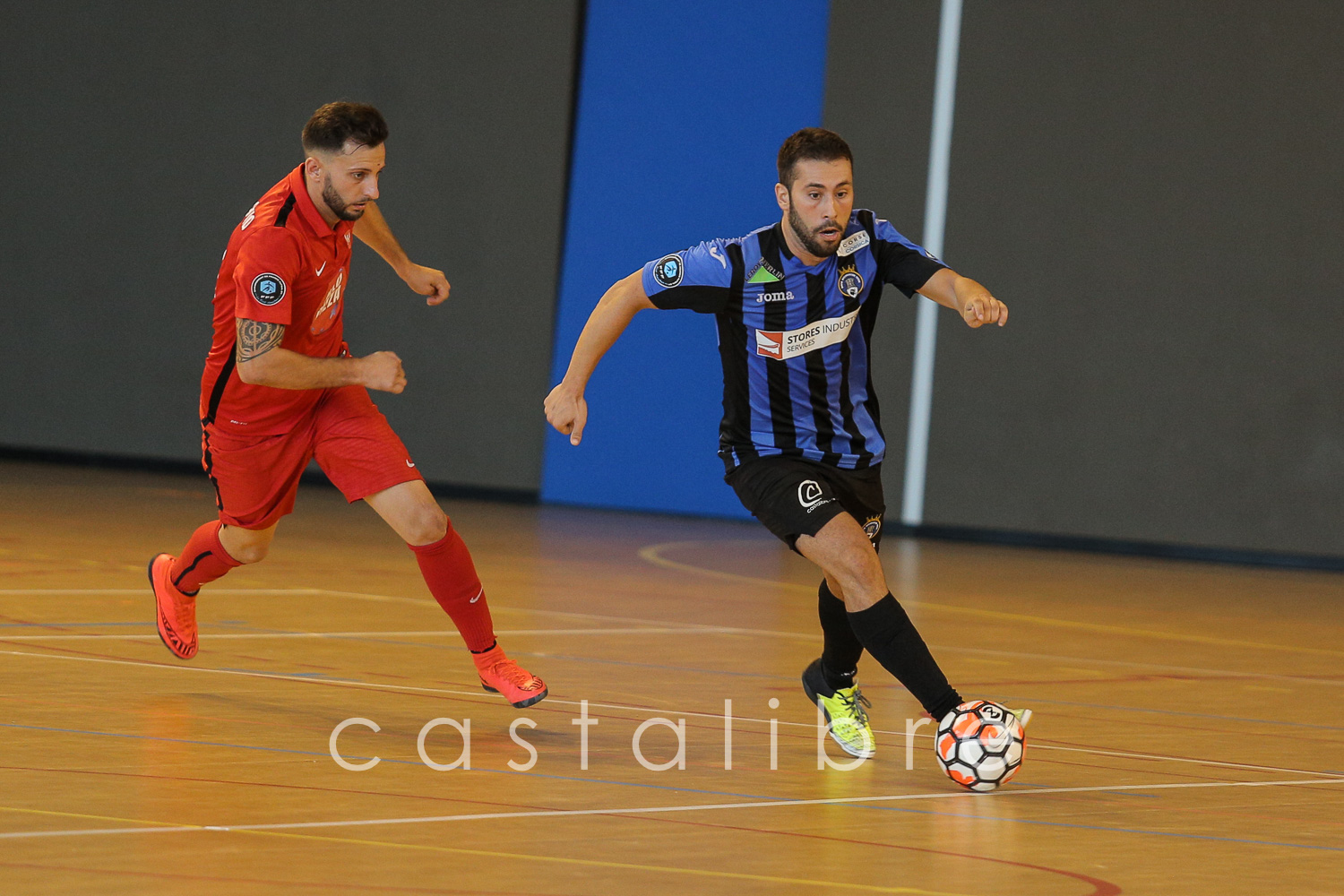
Match entre Garges Djibson et le Bastia AF en octobre 2016.

| Résultats (▼dom., ►ext.)                                   | MMF | GAR  | KBU | FCB | TEF  | SCP  | RBX | FCP | BAF | BSC | NEF   |
| Montpellier Méditerranée                                   |     | 2-2  | 3-5 | 2-1 | 6-1  | 1-1  | 3-2 | 7-1 | 7-1 | 2-1 | 8-2   |
| Garges Djibson ASC                                         | 5-6 |      | 4-5 | 6-2 | 9-2  | 9-3  | 5-2 | 4-1 | 5-0 | 8-5 | 16-11 |
| Kremlin-Bicêtre                                            | 5-4 | 6-6  |     | 3-4 | 6-4  | 3-4  | 6-3 | 9-4 | 5-3 | 4-1 | 3-1   |
| FC béthunois                                               | 0-3 | 4-10 | 4-2 |     | 5-2  | 8-5  | 8-5 | 9-1 | 3-1 | 4-1 | 7-8   |
| Toulon EF                                                  | 1-4 | 2-5  | 6-2 | 5-0 |      | 3-2  | 6-6 | 7-6 | 0-1 | 2-1 | 2-1   |
| SC Paris                                                   | 3-5 | 4-5  | 2-7 | 1-6 | 1-5  |      | 6-2 | 4-2 | 6-1 | 7-2 | 8-6   |
| Roubaix AFS                                                | 3-3 | 5-11 | 5-6 | 1-4 | 1-5  | 9-10 |     | 2-2 | 6-1 | 3-4 | 8-4   |
| FC Picasso Échirolles                                      | 5-6 | 5-10 | 1-2 | 1-2 | 4-12 | 2-2  | 6-5 |     | 6-2 | 3-7 | 8-7   |
| Bastia Agglo Futsal                                        | 1-3 | 4-8  | 3-5 | 2-4 | 2-5  | 3-3  | 2-4 | 3-F |     | 3-2 | 4-1   |
| Bruguières SC                                              | 4-5 | 3-4  | 1-2 | 2-3 | 1-2  | 0-4  | 2-2 | 5-1 | 3-3 |     | 5-2   |
| Nantes Erdre Futsal                                        | 1-5 | 5-6  | 3-5 | 2-5 | 2-7  | 3-6  | 5-5 | 5-5 | 4-4 | 2-0 |       |
| - Victoire à domicile - Match nul - Victoire à l'extérieur |     |      |     |     |      |      |     |     |     |     |       |

### Classement
| Rang | Équipe                     | Pts   | J  | G  | N | P  | Bp  | Bc  | Diff |
| ---- | -------------------------- | ----- | -- | -- | - | -- | --- | --- | ---- |
| 1    | Garges Djibson ASC         | 50    | 20 | 16 | 2 | 2  | 138 | 77  | +61  |
| 2    | Kremlin-Bicêtre futsal T   | 46    | 20 | 15 | 1 | 4  | 91  | 66  | +25  |
| 3    | Montpellier Méditerranée P | 42    | 20 | 14 | 2 | 4  | 78  | 47  | +31  |
| 4    | FC béthunois               | 42    | 20 | 14 | 0 | 6  | 83  | 63  | +20  |
| 5    | Toulon EF                  | 37    | 20 | 12 | 1 | 7  | 79  | 61  | +18  |
| 6    | Sporting Club de Paris     | 17-15 | 20 | 10 | 2 | 8  | 84  | 81  | +3   |
| 7    | Bastia Agglo Futsal        | 15    | 20 | 4  | 3 | 13 | 44  | 80  | -36  |
| 8    | Bruguières SC              | 14    | 20 | 4  | 2 | 14 | 50  | 66  | -16  |
| 9    | FC Picasso Échirolles      | 14    | 20 | 4  | 3 | 13 | 60  | 104 | -44  |
| 10   | Roubaix AFS P              | 14    | 20 | 3  | 5 | 12 | 79  | 99  | -20  |
| 11   | Nantes Erdre Futsal        | 9     | 20 | 2  | 3 | 15 | 75  | 117 | -42  |
| -    | Orchies-Douai Futsal       | 0     | 0  | 0  | 0 | 0  | 0   | 0   | 0    |

Cette dixième édition est marquée par un grand nombre de sanctions pour diverses infractions concernant majoritairement la validité des licences et des transferts :
- Avant même le début de la saison, le Sporting Club de Paris est sanctionné d'un retrait de 15 points[2].
- Après avoir déjà déclaré forfait avant un déplacement à Bastia, Orchies-Douai Futsal est donné perdant par pénalité de tous ses matchs disputés. Condamné à la relégation par cette décision rendue à quelques journées de la fin, le club se déclare alors en forfait général[3].
- Lors du déplacement du FC Picasso Échirolles chez le Bastia Agglo Futsal, le match dégénère. Les Isérois se réfugient dans leur vestiaire et refusent de reprendre le jeu. La FFF leur attribue alors une défaite par forfait[réf. nécessaire].
- Enfin, le Montpellier Méditerranée Futsal perd deux matchs par pénalité (ainsi qu’un match de coupe) pour avoir aligné des joueurs non qualifiés. Cette sanction lui fait perdre deux places mais ne le prive pas pour autant de phase finale[4] .

## Phase finale
|  | Demi-finales                    | Demi-finales                    | Demi-finales                    | Demi-finales                    |                    |                    | Finale                  | Finale                  | Finale                  | Finale                  |
|  |                                 |                                 |                                 |                                 |                    |                    |                         |                         |                         |                         |
|  | 27 mai 2017, Garges-lès-Gonesse | 27 mai 2017, Garges-lès-Gonesse | 27 mai 2017, Garges-lès-Gonesse | 27 mai 2017, Garges-lès-Gonesse |                    |                    | 3 juin 2017, Ploufragan | 3 juin 2017, Ploufragan | 3 juin 2017, Ploufragan | 3 juin 2017, Ploufragan |
|  | 1                               | Garges Djibson ASC              | 6                               | 6                               |                    |                    | 3 juin 2017, Ploufragan | 3 juin 2017, Ploufragan | 3 juin 2017, Ploufragan | 3 juin 2017, Ploufragan |
|  | 1                               | Garges Djibson ASC              | 6                               | 6                               |                    |                    | 3 juin 2017, Ploufragan | 3 juin 2017, Ploufragan | 3 juin 2017, Ploufragan | 3 juin 2017, Ploufragan |
|  | 4                               | Béthune Futsal                  | 4                               | 4                               |                    |                    | 3 juin 2017, Ploufragan | 3 juin 2017, Ploufragan | 3 juin 2017, Ploufragan | 3 juin 2017, Ploufragan |
|  | 4                               | Béthune Futsal                  | 4                               | 4                               | Garges Djibson ASC | Garges Djibson ASC | 5                       | 5                       |                         |                         |
|  | 27 mai 2017, Le Kremlin-Bicêtre |                                 |                                 |                                 | Garges Djibson ASC | Garges Djibson ASC | 5                       | 5                       |                         |                         |
|  |                                 |                                 | Kremlin-Bicêtre futsal          | Kremlin-Bicêtre futsal          | 4                  | 4                  |                         |                         |                         |                         |
|  | 2                               | Kremlin-Bicêtre futsal          | Kremlin-Bicêtre futsal          | Kremlin-Bicêtre futsal          | 4                  | 4                  | 3                       | 3                       |                         |                         |
|  | 2                               | Kremlin-Bicêtre futsal          |                                 |                                 |                    |                    |                         | 3                       |                         |                         |
|  | 3                               | Montpellier Méditerranée        | 2                               | 2                               |                    |                    |                         |                         |                         |                         |
|  | 3                               | Montpellier Méditerranée        | 2                               | 2                               |                    |                    |                         |                         |                         |                         |

### Demi-finales
| Titulaires :        |                       |  |
|                     |                       |  |
| 12                  | ?                     |  |
| 5                   | Daniel Mendy          |  |
| 6                   | Souheil Mouhoudine    |  |
| 9                   | Coulibaly             |  |
| 19                  | Landry N'Gala         |  |
|                     |                       |  |
| Remplaçants :       |                       |  |
| 7                   | Michael De Sa Andrade |  |
| 19                  | Samba Kebe            |  |
|                     |                       |  |
| Entraîneur :        |                       |  |
| Nordine Benamrouche |                       |  |

| Titulaires :  |                   |  |
|               |                   |  |
|               | ?                 |  |
| 9             | Morgan Bernardou  |  |
| 10            | Bela              |  |
| 13            | Costa             |  |
| 15            | Izavan            |  |
|               |                   |  |
| Remplaçants : |                   |  |
| 11            | Edson Morgenstein |  |
|               |                   |  |
|               |                   |  |
| Entraîneur :  |                   |  |
| Aldo Canetti  |                   |  |

| Titulaires :        |                       |  |
|                     |                       |  |
| 12                  | ?                     |  |
| 5                   | Daniel Mendy          |  |
| 6                   | Souheil Mouhoudine    |  |
| 9                   | Coulibaly             |  |
| 19                  | Landry N'Gala         |  |
|                     |                       |  |
| Remplaçants :       |                       |  |
| 7                   | Michael De Sa Andrade |  |
| 19                  | Samba Kebe            |  |
|                     |                       |  |
| Entraîneur :        |                       |  |
| Nordine Benamrouche |                       |  |

| Titulaires :  |                   |  |
|               |                   |  |
|               | ?                 |  |
| 9             | Morgan Bernardou  |  |
| 10            | Bela              |  |
| 13            | Costa             |  |
| 15            | Izavan            |  |
|               |                   |  |
| Remplaçants : |                   |  |
| 11            | Edson Morgenstein |  |
|               |                   |  |
|               |                   |  |
| Entraîneur :  |                   |  |
| Aldo Canetti  |                   |  |

| Titulaires :  |               |  |
|               |               |  |
|               | ?             |  |
| 2             | Sid Belhaj    |  |
| 4             | Felipe Franco |  |
| 8             | Azdine Aigoun |  |
| 6             | Boulaye Ba    |  |
|               |               |  |
| Remplaçants : |               |  |
| 16            | Klopp         |  |
| 4             | Felipao       |  |
| 9             | Chimel Vita   |  |
| 10            | Youba Soumaré |  |
|               |               |  |

| Titulaires :  |                  |  |
|               |                  |  |
|               | ?                |  |
| 6             | Said Outajour    |  |
| 7             | Pupa             |  |
| 18            | Souleymane Ouadi |  |
| 19            | Adrien Gasmi     |  |
|               |                  |  |
| Remplaçants : |                  |  |
| 9             | Anas Dlimsi      |  |
|               |                  |  |
|               |                  |  |
| Entraîneur :  |                  |  |
| Manuel Moya   |                  |  |

| Titulaires :  |               |  |
|               |               |  |
|               | ?             |  |
| 2             | Sid Belhaj    |  |
| 4             | Felipe Franco |  |
| 8             | Azdine Aigoun |  |
| 6             | Boulaye Ba    |  |
|               |               |  |
| Remplaçants : |               |  |
| 16            | Klopp         |  |
| 4             | Felipao       |  |
| 9             | Chimel Vita   |  |
| 10            | Youba Soumaré |  |
|               |               |  |

| Titulaires :  |                  |  |
|               |                  |  |
|               | ?                |  |
| 6             | Said Outajour    |  |
| 7             | Pupa             |  |
| 18            | Souleymane Ouadi |  |
| 19            | Adrien Gasmi     |  |
|               |                  |  |
| Remplaçants : |                  |  |
| 9             | Anas Dlimsi      |  |
|               |                  |  |
|               |                  |  |
| Entraîneur :  |                  |  |
| Manuel Moya   |                  |  |

### Finale
L'ASC Garges Djibson, premier de la phase régulière, affronte le Kremlin-Bicêtre, double tenant du titre à Saint-Brieuc. Les Gargeois marquent deux buts rapidement par Souheil Mouhoudine et font toujours la course en tête lors de cette finale. Un autre doublé par Landry N'Gala permet de rejoindre la pause avec leur avance initiale au tableau d'affichage (4-2). En seconde période, deux réalisations du KB sont compensés par le triplé de N'Gala. Garges Djibson s'offre son premier titre de champion de France.
| Titulaires :        |                       |  |
|                     |                       |  |
| 12                  | Amadou Diallo         |  |
| 6                   | Souheil Mouhoudine    |  |
| 7                   | Michael De Sa Andrade |  |
| 14                  | Landry N'Gala         |  |
| 19                  | Samba Kebe            |  |
|                     |                       |  |
| Remplaçants :       |                       |  |
| 5                   | Daniel Mendy          |  |
| 8                   | Tarek Zoubir          |  |
| 9                   | Aboubakar Coulibaly   |  |
|                     |                       |  |
| Entraîneur :        |                       |  |
| Nordine Benamrouche |                       |  |

| Titulaires :          |                |  |
|                       |                |  |
| 1                     | Roberto Gozi   |  |
| 2                     | Sid Belhaj     |  |
| 4                     | Felipe Feijao  |  |
| 8                     | Azdine Aigoun  |  |
| 9                     | Chimel Vita 3e |  |
|                       |                |  |
| Remplaçants :         |                |  |
| 10                    | Youba Soumaré  |  |
| 6                     | Boulaye Ba     |  |
| 5                     |                |  |
| 15                    |                |  |
|                       |                |  |
| Entraîneur :          |                |  |
| Fernando Manta Junior |                |  |

| Titulaires :        |                       |  |
|                     |                       |  |
| 12                  | Amadou Diallo         |  |
| 6                   | Souheil Mouhoudine    |  |
| 7                   | Michael De Sa Andrade |  |
| 14                  | Landry N'Gala         |  |
| 19                  | Samba Kebe            |  |
|                     |                       |  |
| Remplaçants :       |                       |  |
| 5                   | Daniel Mendy          |  |
| 8                   | Tarek Zoubir          |  |
| 9                   | Aboubakar Coulibaly   |  |
|                     |                       |  |
| Entraîneur :        |                       |  |
| Nordine Benamrouche |                       |  |

| Titulaires :          |                |  |
|                       |                |  |
| 1                     | Roberto Gozi   |  |
| 2                     | Sid Belhaj     |  |
| 4                     | Felipe Feijao  |  |
| 8                     | Azdine Aigoun  |  |
| 9                     | Chimel Vita 3e |  |
|                       |                |  |
| Remplaçants :         |                |  |
| 10                    | Youba Soumaré  |  |
| 6                     | Boulaye Ba     |  |
| 5                     |                |  |
| 15                    |                |  |
|                       |                |  |
| Entraîneur :          |                |  |
| Fernando Manta Junior |                |  |

## Couverture médiatique
La plupart des matchs sont filmés et la FFF propose des résumés en ligne.
Le 2 avril 2017, pour la première fois, un match d’une compétition nationale de futsal est retransmis en direct sur une chaîne française. Canal+ Sport diffuse en direct la rencontre entre le Toulon Élite Futsal et le Sporting Club de Paris pour la 20ème journée du Championnat de France de D1 Futsal. Après le succès de ce match, la chaîne cryptée diffuse la finale du Championnat de France Futsal, commenté par Eric Huet.

## Records
La rencontre Montpellier - Kremlin-Bicêtre en mars 2017 constituent le record d’affluence en Championnat (hors play-off), avec 2 521 spectateurs.
Le record de buts sur une saison est établi lors de cette saison 2016-2017 par Jonathan Nascimento Da Silva dit Jhow. Il inscrit 47 buts Toulon Élite Futsal.

## Clubs engagés dans d'autres compétitions

### Coupe de l'UEFA
En tant que champion en titre, le Kremlin-Bicêtre United participe à la Coupe de l’UEFA. Le club intègre la compétition directement au Tour principal grâce à ses résultats précédents. Le KBU gagne ses trois matchs et se qualifier pour le Tour principal.
Dans le groupe 1 serré, le KBU termine avec une victoire et deux défaites comme deux autres équipes. Éliminé, les Français battent pourtant le Brezje Maribor, second club qualifié derrière l'ETO Győr qui survole la poule.

### Coupe de France
Les clubs de Division 1 ont l'obligation de participer à la Coupe de France. Exempts des premiers tours, ils débutent la compétition en trente-deuxième de finale. Une équipe doit donc jouer six matchs pour gagner la compétition.
Cette édition de la compétition est marquée par les performances des clubs de niveau régional. Quatre équipes de D1 sont éliminées dès leur entrée en lice. Ils représentent moins de la moitié des clubs en huitième de finale. Toulon ÉF, dernier club de l'élite en demi-finale, est éliminé par le Sporting Strasbourg, futur finaliste contre l'ACCES FC.
Le tableau suivant montre le nombre de clubs de D1 en lice par tour : 
| Divisions / Manches | 32es de finale    | 16es de finale | Huitièmes de finale | Quarts de finale | Demi-finales | Finale |
| ------------------- | ----------------- | -------------- | ------------------- | ---------------- | ------------ | ------ |
| Clubs de D1 engagés | 12 (sur 64 clubs) | 8 (32)         | 6 (16)              | 3 (8)            | 1 (4)        | 0 (2)  |